# Giovanni Battista Martini
Giovanni Battista Martini (24 de abril de 1706-3 de agosto de 1784), más conocido como Padre Martini, fue un célebre músico y teórico de Bolonia. Reconocido por su talento musical, llegó a tener correspondencia con personajes importantes de la época.

## Biografía
De la orden Franciscana, fue una personalidad de educación musical universal: era historiador musical autor de la Storia della Musica (tres tomos aparecidos entre 1757 y 1781), teórico, profesor y compositor de obras tanto al estilo antiguo como al de su tiempo.
Desde su convento abarcaba todo el entorno musical: sabía de la existencia de Johann Sebastian Bach, se carteaba con Jean-Philippe Rameau, Giuseppe Tartini, Quantz y Grétry entre otros.
Fue maestro entre otros de Johann Christian Bach y examinador de Wolfgang Amadeus Mozart. Encargó al maestro de capilla de la corte arzobispal de Fulda, Johann Baptist Pauli, diversas obras de Bach a quien tenía por el más reputado organista del mundo.
Uno de sus aventajados alumnos fue Joseph Schuster (1748-1812), maestro de capilla en Dresde y especialista en fortepiano. Cultivó la música, especialmente la de Mozart a quien conoció en su viaje de marzo de 1770; en su compañía este hizo varios estudios de fugas, fue su huésped nuevamente en octubre y le regaló su Historia de la Música. Ese mismo mes, el día 12 de octubre, prestó su ayuda al joven Mozart para pasar su examen de ingreso en la Academia Filarmónica.
Aunque alejados, Mozart jamás le olvidó ni dejó de escribirle; de este modo el 4 de septiembre de 1776, Martini recibió de Mozart el ofertorio Misericordias Domini KV205a/222 y se pronunció sobre él de modo laudatorio. Leopold Mozart, también íntimo amigo suyo, le remitió el retrato de su hijo con la Espuela de Oro (22 de diciembre de 1777).
Mozart reconoció siempre la valía de la música de Martini: de este modo copió para sí, por considerarlos muy interesantes, dos cánones (KV Anh. A 32 y 33).

## Véase también

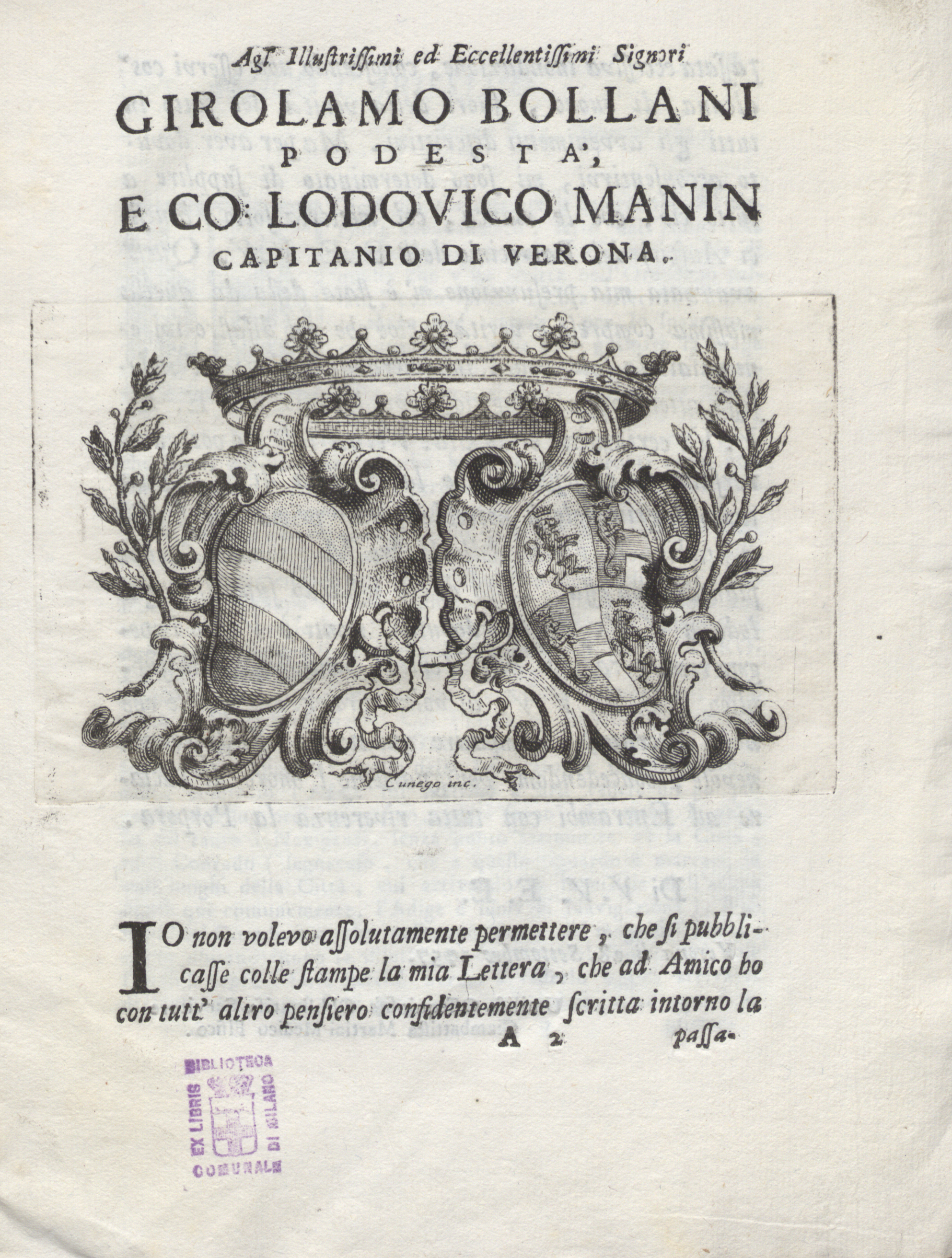
Lettera famigliare intorno l'inondazione di Verona (1757)